# Análise construtiva

Em matemática, a análise construtiva é a análise matemática feita de acordo com os princípios da matemática construtiva. Isto contrasta com a análise clássica, que (neste contexto), significa simplesmente análise feita de acordo com os princípios (ordinário) de matemática clássica.
De um modo geral, a análise construtiva pode reproduzir teoremas da análise clássica, mas apenas em aplicações de espaços separáveis; também, alguns teoremas podem precisar de ser abordados por aproximações. Além disso, muitos teoremas clássicos podem ser feitos de maneiras que são logicamente equivalentes de acordo com a lógica clássica, mas nem todas estas formas serão válidas em análise construtiva, a qual utiliza uma lógica intuicionista.

## Exemplos

### O teorema do valor intermediário
Para um exemplo simples, considere o teorema do valor intermediário (TVI). Na análise clássica, TVI diz que, dado qualquer função contínua f a partir de um intervalo fechado [a,b] da reta real R, se f(a), é negativo, enquanto f(b) for positivo, então existe um número real c no intervalo tal que f(c) é exatamente a zero. Na análise construtiva, isto não tem, porque a interpretação construtiva da quantificação existencial ("existe") requer poder construir o número real c (no sentido de que pode ser aproximada a qualquer precisão desejada por um número racional). Mas, se f tende a zero durante um trecho ao longo de seu domínio, então isso pode não necessariamente ser feito.
No entanto, a análise construtiva proporciona várias formulações alternativas do TVI, todas as quais são equivalentes à forma habitual na análise clássica, mas não em análise construtiva. Por exemplo, sob as mesmas condições, para f como no teorema clássico, dado qualquer número natural n (não importa quão grande), existe (isto é, pode-se construir) um número real cn no intervalo de tal modo que o valor absoluto f(cn) é inferior a 1/n. Ou seja, podemos chegar tão perto de zero quanto quisermos, mesmo se não pudermos construir um c que nos dê exatamente zero.
Alternativamente, pode-se manter a mesma conclusão que no TVI clássico - um único c tal que f(c) é exatamente zero - enquanto o reforço das condições de f. Exigimos que f não esteja na posição zero, o que significa que dado qualquer ponto x no intervalo [a,b] e qualquer número m natural, existe (podemos construir) um número real y no intervalo tal que |y - x| < 1/m e |f(y)| > 0. Neste caso, o número c desejado pode ser construído. Esta é uma condição complexa, mas existem várias outras condições que implicam as que são comumente conhecidas, por exemplo, cada função analítica é localmente diferente de zero (assumindo que já satisfaz f(a) < 0 e f(b) > 0).
Uma outra maneira de ver este exemplo, observe que de acordo com a lógica clássica, se a condição local diferente de zero falhar, então ele deve falhar em algum ponto específico x, e então f(x) será igual a 0, de modo que TVI é válida automaticamente. Assim, na análise clássica, que utiliza a lógica clássica, a fim de provar o TVI completo, é suficiente para demonstrar a versão construtiva. A partir desta perspectiva, o TVI completo falha na análise construtiva simplesmente porque a análise construtiva não aceita a lógica clássica. Por outro lado, pode-se argumentar que o verdadeiro significado da TVI, mesmo em matemática clássica, é a versão construtiva envolvendo a condição localmente não-zero, com o TVI completo seguido por uma "lógica pura". Alguns lógicos, embora aceitando que a matemática clássica é correta, ainda acreditam que a abordagem construtiva dá uma melhor visão sobre o verdadeiro significado de teoremas.

### O princípio do menor limitante superior e conjuntos compactos
Outra diferença entre a análise clássica e construtiva é que a análise construtiva não aceita o princípio do menor limitante superior, que diz que qualquer subconjunto da reta real R tem um menor limitante superior (ou supremo), possivelmente infinito. No entanto, tal qual com o teorema do valor intermédio, uma versão alternativa sobrevive, em análise construtiva, qualquer subconjunto localizado da linha real tem um supremo. (Aqui, um subconjunto de S de R se situa, quando x < y são números reais, ou existe um elemento s de S de tal forma que x < s, ou y é um limite superior de S.) Mais uma vez, isto é classicamente equivalente ao princípio do menor limitante superior completo, uma vez que cada conjunto está localizado na matemática clássica. E, novamente, enquanto a definição do conjunto localizado é complicada, no entanto, ela está satisfeita por vários conjuntos comumente estudados, incluindo todos os intervalos e conjuntos compactos.
Intimamente relacionado com isso, em matemática construtiva, menos caracterizações de espaços compactos são construtivamente válidas ou de outro ponto de vista, há vários conceitos diferentes que são classicamente equivalentes, mas não de forma construtiva equivalente. De fato, se o intervalo [a,b] foi sequencialmente compacto em análise construtiva, em seguida, o TVI clássico iria seguir a partir da primeira versão construtiva no exemplo, pode-se encontrar c como um ponto de acumulação da sequência infinita (cn)n.

### Incontabilidade dos números reais
A versão construtiva "do famoso teorema de Cantor, que os números reais são incontáveis" é: "Seja {an} uma sequência de números reais. Considere x0 e y0 como números reais, x0 < y0. Então existe um número real x com x0 ≤ x ≤ y0 e x ≠ an (n ∈ Z+) . . . A prova é essencialmente a prova 'diagonal' de Cantor". (Teorema 1 em Errett Bishop, Foundations of Constructive Analysis, 1967, página 25.)